# 巨型樹袋熊
巨型樹袋熊（學名：Phascolarctos stirtoni）是一種生存於更新世澳洲的樹熊。牠們比現今的樹熊大三分之一，估計重約13公斤。雖然牠們屬於澳洲巨型動物群，但因其體重而一般都不被列在巨型動物群之內。牠們的外觀只是較為粗壯的樹熊，而非如其名般「巨型」。
巨型樹袋熊與樹熊於更新世時就已經一同存在，並且有著相同的生態位。但是巨型樹袋熊於5萬年前滅絕的原因仍不明。

## 外部連結
- 樹熊的自然歷史 （页面存档备份，存于）